# Weinroter Graustiel-Täubling
Der Weinrote Graustiel-Täubling (Russula vinosa, Syn.: Russula obscura)  ist ein Pilz aus der Familie der Täublingsverwandten. Der seltene Täubling kommt in subalpinen Nadelwäldern vor und ist an leicht an seinem rot- oder purpurbraunem Hut und dem grauenden Fleisch und den schwärzenden Lamellen zu erkennen.

## Merkmale

### Makroskopische Merkmale
Der Täubling ist vom Erscheinungsbild dem Orangeroten Graustiel-Täubling recht ähnlich. Der 5–10 cm breite Hut ist aber schon bald ausgebreitet, dann niedergedrückt und im Alter sogar trichterförmig vertieft. Der Rand ist eingebogen. Die Hutfarbe ist meist rotbraun bis purpurbraun, in der Mitte mehr oder weniger kastanienbraun, manchmal mehr rötlich bronze-, kupferfarbig oder schmutzig gelblich. Mitunter ist die Mitte auch olivgrün oder rosa oder mehr oder weniger blass violett bis ockerlich bräunlich entfärbt. Die Huthaut ist ziemlich glänzend, bei Trockenheit aber eher matt und am Rand fast bereift. Sie ist etwa zu 2/3 abziehbar.
Die entfernt stehenden, ziemlich spröden Lamellen sind cremefarben bis blass gelblich gefärbt und werden später mehr oder weniger schmutzig gräulich oder verfärben sich vom Rand her schwärzlich. Das Sporenpulver ist hellocker (IIIa-IIIb nach Romagnesi).
Der oft runzelige Stiel ist 4–7 (–10) cm lang und 1–2 selten 3 cm breit. Er ist zuerst weiß und wird im Alter schmutzig gräulich bis schwarz. Das Stielfleisch ist recht schwammig.
Das weiße und im Schnitt mehr oder weniger rötende Fleisch schmeckt mild und graut oder schwärzt im Alter. Ein Geruch ist kaum wahrnehmbar. Mit Eisensulfat verfärbt sich das Fleisch grünlich bis gräulich, mit 10 % Formalin rötlich. Die Guajakreaktion ist langsam und nur schwach ausgeprägt.

### Mikroskopische Merkmale
Die Sporen sind 8–11 µm lang und 7,5–8,5 µm breit und mit isolierten, feinen stachligen Warzen besetzt. Die Zystiden sind manchmal bis zu 100 µm lang, an der Spitze mehr oder weniger keulig oder verschmälert. Die kutikulen Hyphenendzellen sind 3–4 µm breit und gleichförmig. Die Primordialhyphen sind 5–7 µm breit und weisen raue Inkrustierungen auf. In der Subcutis kommen Laticiferen vor, die sich mit Sulfobenzaldehyd nur schwach anfärben.

## Ökologie und Verbreitung

Europäische Länder mit Fundnachweisen des Weinroten Graustiel-Täublings.
Legende:
Länder mit Fundmeldungen
Länder ohne Nachweise
keine Daten
außereuropäische Länder

Der Weinrote Graustiel-Täubling ist wie alle Täublinge ein Mykorrhizapilz, der mit verschiedenen Nadelbäumen eine Symbiose eingehen kann.
Man findet ihn in feuchten, sub- bis alpinen oder borealen Nadelwäldern und kontinentalen Torfmooren. In den Alpen kann er bis in die Zirbelregion aufsteigen. Der Täubling bevorzugt eher saure Böden.
In Deutschland ist die Art allgemein sehr selten, in vielen Bundesländern wird sie auf der Roten Liste in der Gefährdungskategorie RL1 geführt, lediglich in Mecklenburg-Vorpommern scheint sie etwas häufiger zu sein.

## Systematik

### Infragenerische Systematik
Der Weinrote Graustiel-Täubling ist ein Vertreter der Untersektion Integroidinae, einer Untersektion, die innerhalb der Sektion Lilaceae steht. Die Untersektion vereinigt mittelgroße Täublinge mit ocker- oder blass gelben Sporenpulver, deren Fleisch graut oder schwärzt. Das Fleisch schmeckt mild, in den Lamellen aber bisweilen deutlich scharf. Die Huthautdeckschicht (Epicutis) enthält inkrustierten Primordialhyphen, aber keine Dermatozystiden.

## Bedeutung
Der Weinrote Graustiel-Täubling ist essbar, sollte aber aufgrund seiner Seltenheit in Deutschland geschont werden.